# Acemetacin
Acemetacinul este un antiinflamator nesteroidian din clasa derivaților de acid acetic și analog al indometacinului, utilizat ca antiinflamator, analgezic și antipiretic. Printre principalele indicații se numără: tratamentul simptomatic al durerilor și inflamațiilor din boala artrozică, osteortrită, spondilită anchilozantă, etc. Calea de administrare disponibilă este cea orală.

## Utilizări medicale
Principalele sunt:
- Artrită reumatoidă, boală artrozică
- Poliartrită reumatoidă
- Osteoartrită
- Spondilită anchilozantă
- criza de gută (utilizate acută)

## Reacții adverse
Ca toate AINS, poate produce iritație gastrică cu risc de apariție a unor ulcerații și a unor hemoragii gastro-intestinale.